# Cistus olivaceus
Cistus olivaceus är en solvändeväxtart som beskrevs av Jean-Pierre Demoly. Cistus olivaceus ingår i släktet Cistus och familjen solvändeväxter. Inga underarter finns listade i Catalogue of Life.